# Graven, Uppland
Graven är en sjö i Östhammars kommun i Uppland och ingår i Tämnarån-Forsmarksåns kustområde.